# Tuvaiak

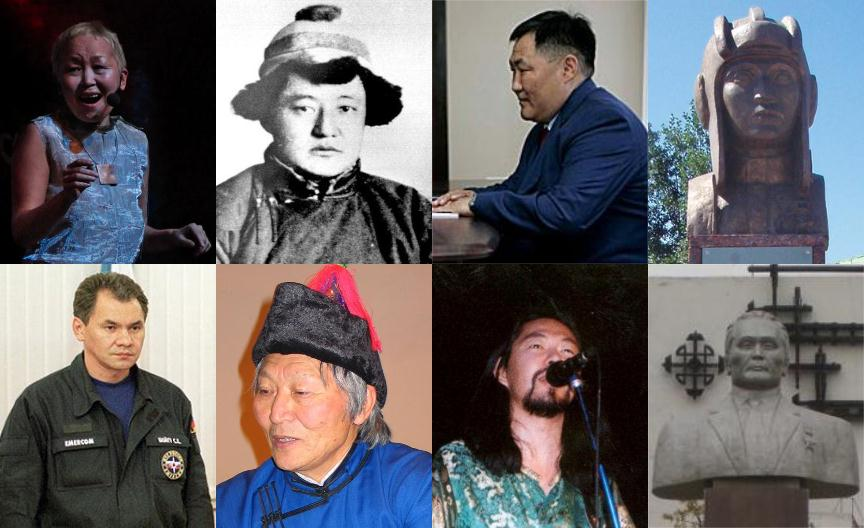
Balról jobbra, fentről lefelé:
• Száinho Namcsilak énekes
• Bujan-Badargi Mangus (Буян-Бадыргы, Монгуш - Mongush Buyan-Badyrgy) kommunista vezető
• Sholban Kara-ool tuvai elnök
• Csurguj-oul Namgaevics Hamusko (Чургуй-оол Намгаевич Хомушку, Churgui-ool Khomushku) második világháborús szovjet hős
• Szergej Sojgu tábornok, a FÁK országok védelmi tanácsának jelenlegi elnöke
• Galszan Csinag (Чинаг, Галсан, Galsan Tschinag) író
• Albert Kuvezin gitárművész
• Szalcsak Toka író

A tuvaiak Dél-Szibéria egyik őshonos népcsoportja, elsősorban Tuvában, az Oroszországi Föderáció tagköztársaságában élnek. Beszélt nyelvük a török nyelvek csoportjához tartozó tuvai, amely a cirill írásrendszert használja. Lélekszámuk mintegy 340 000 fő, kisebb közösségeik élnek a mongol és a kínai határ túloldalán is. A népesség szinte teljes egésze a tibeti buddhizmus követője.

## Történelem
A tuvaiak által benépesített területen talált legősibb régészeti leletek a Kr. e. 7–8. századból származnak. 2001-ben több mint 5000 szkíta aranytárgy került elő érintetlen kurgánsírokból (temetkezési dombok) a Tuva északnyugati részén fekvő Arzsánban. A terület a Kr. e. 2. században a hsziungnuk szállásterületének lett része. A tuvai nép a kutatások szerint valamikor az első évezred folyamán született meg török, mongol, ket és szamojéd nyelvű törzsek összeolvadásával. A 8–9. század során a tuvai klánok az Ujgur Kaganátus fennhatósága alá kerültek, majd 1207-ben a mongolok foglalták el az országot. Az ezt követő időszakban a különböző mongol klánok versengtek a terület feletti uralomért, a megszállók urinhajce néven (Урянхайцы, Uriankhai), vagyis erdei népekként emlegették a helyieket.
1615-ben érkezett meg az első két orosz utazó, akik beszámoltak a szentpétervári udvarnak az ország földrajzi és politikai helyzetéről. 1691-ben Kang-hszi kínai császár katonái a Kínai Birodalomhoz csatolták, amely egészen 20. század elejéig megőrizte fennhatóságát a terület fölött. 1911-ben a tuvai szeparatisták orosz segítséggel elszakadtak a gyenge kínai hatalomtól és megalakult az Urinhajce Köztársaság, amit a cári erők már 1914-ben elfoglaltak.
1917-ben a bolsevik hatalomátvételt követő zűrzavarban Tuva ismét kivívta a függetlenségét, majd 1921-ben megalakult a Tuvai Népköztársaság. Az eleinte buddhista államvezetést 1929-ben megpuccsolták a kommunisták, kollektivizálták a földeket és betiltották a vallásokat. Az immár szovjet bábállam a második világháborúban aktívan harcolt a németek ellen, majd a háborút követően a helyi kommunista vezetés kérelmére a Szovjetunióhoz csatolták az országot, Tuvai autonóm terület néven integrálták az OSZSZSZK-ba. A rendszerváltást követően Tuva néven az Oroszországi Föderáció alanya lett, Kizil fővárossal.

## Hagyományos gazdaság
A tuvaiak hagyományos lakóhelye földrajzilag a Jenyiszej forrásvidékét foglalja magába, a vegetációra jellemző, hogy itt találkozik a közép-ázsiai sztyeppe a szibériai tajgával. A lakosság hagyományosan nomád pásztorkodással és vadászattal foglalkozott, az alacsonyabban fekvő területeken jakot, szarvasmarhát, lovat, birkát és kecskét tenyésztettek, a hegységekben elterjedt volt a rénszarvastartás. Kisebb, termékenyebb területeken volt példa a letelepedett földművelésre is. Étrendjüket kölestermesztéssel és halászattal egészítették ki, jelenleg zabot, árpát, búzát és zöldségeket is termesztenek. A hagyományos tuvai lakóhelyek a nemezből készült sátrak, a jurták és a derkek, valamint az erdősebb vidékeken előforduló fából és kéregből épített kúp alakú kunyhók is.
A hagyományos gazdaság az 1930-as évek kommunista hatalomátvétele után súlyos csapást szenvedett: a tuvai bolsevik bábállam kormánya lefoglalta a teljes állatállományt és kényszerletelepítéssel kolhozokba kényszerítette az addig vándorló életmódot folytató lakosságot. Sokan inkább lemészárolták állataikat, semmint az állampárt kezére juttatták volna és számos kisebb vidéki lázadás robbant ki, amiket a kommunisták szovjet segítséggel levertek. Ebben az időszakban kezdődött el a nagyarányú orosz bevándorlás is, több ezren érkeztek az újonnan megnyílt szén és aranybányákba, valamint az ezekhez kapcsolódó ipari üzemekbe dolgozni.

## Nyelv
A tuvai nyelv a török nyelvek családjához tartozik, azonban a hosszú kulturális hatásnak köszönhetően számos mongol eredetű szót is tartalmaz. Négy dialektusra oszlik: nyugati, északkeleti, délkeleti és központi nyelvjárásra, utóbbi a tuvai irodalom nyelve. A 20. századig a kevés írástudó (elsősorban buddhista szerzetesek) a klasszikus mongol ábécét használta, majd 1920-ban szovjet nyelvészek latin átírást dolgoztak ki a tuvaira. Újabb írásrendszer-váltás történt 1941-ben, amikor a cirill ábécé vált hivatalossá. Gondot okozott, hogy a tuvai nyelvben az oroszhoz képest számos különböző hang található, amelynek nincsen megoldva a jelölése. Annak köszönhetően, hogy az ország sokáig független maradt, majd a szovjet időkben a lakosság nagyon elkülönülten élt az orosz telepesektől, a tuvai nyelv nagyon jó állapotban fennmaradt. A natív lakosság 99%-ának az anyanyelve az őshonos tuvai. A fiatal generáció már nagyobbrészt kétnyelvű a kötelező iskolai oroszoktatásnak köszönhetően. 

## Vallás és hitvilág

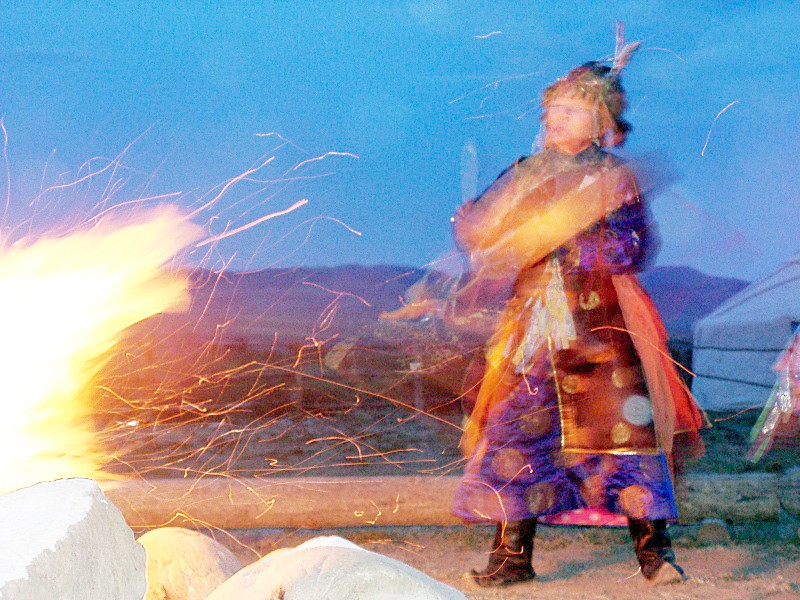
Táncoló tuvai sámán

Tuva ősi vallása a sámánizmus, amelynek hitvilágában a hegyeknek, erdőknek, folyóknak mind saját szellemei vannak, amelyeknek áldozni kell, hogy támogassák a népet az állattenyésztésben és gazdálkodásban. A hit szerint a világ három szintre oszlik: a mennyei felső-világra (Üsütüü-oran), az emberi világra (Ortaa-oran) és a rettenetes halál-démonokkal és szörnyekkel benépesített alvilágra (Aldyy-oran). A törzs papja, a sámán táncai és varázslatai révén utazni tud a világok között és megvédi a közösséget a természetfeletti veszedelmektől. A sámánizmus tradíciói napjainkban is nagyon erősek, számos hagyomány született újra a rendszerváltozás után. A buddhizmus tibeti irányzata a 13–14. században terjedt el a területen mongol közvetítéssel, jelenleg is a lakosság túlnyomó többsége ezt az irányzatot követi Tuvában, az oroszországi buddhizmus központjává téve a területet. A népesség körében a buddhista vallás összhangban él együtt a sámánista tradíciók ápolásával.

## Kultúra

### Népviselet

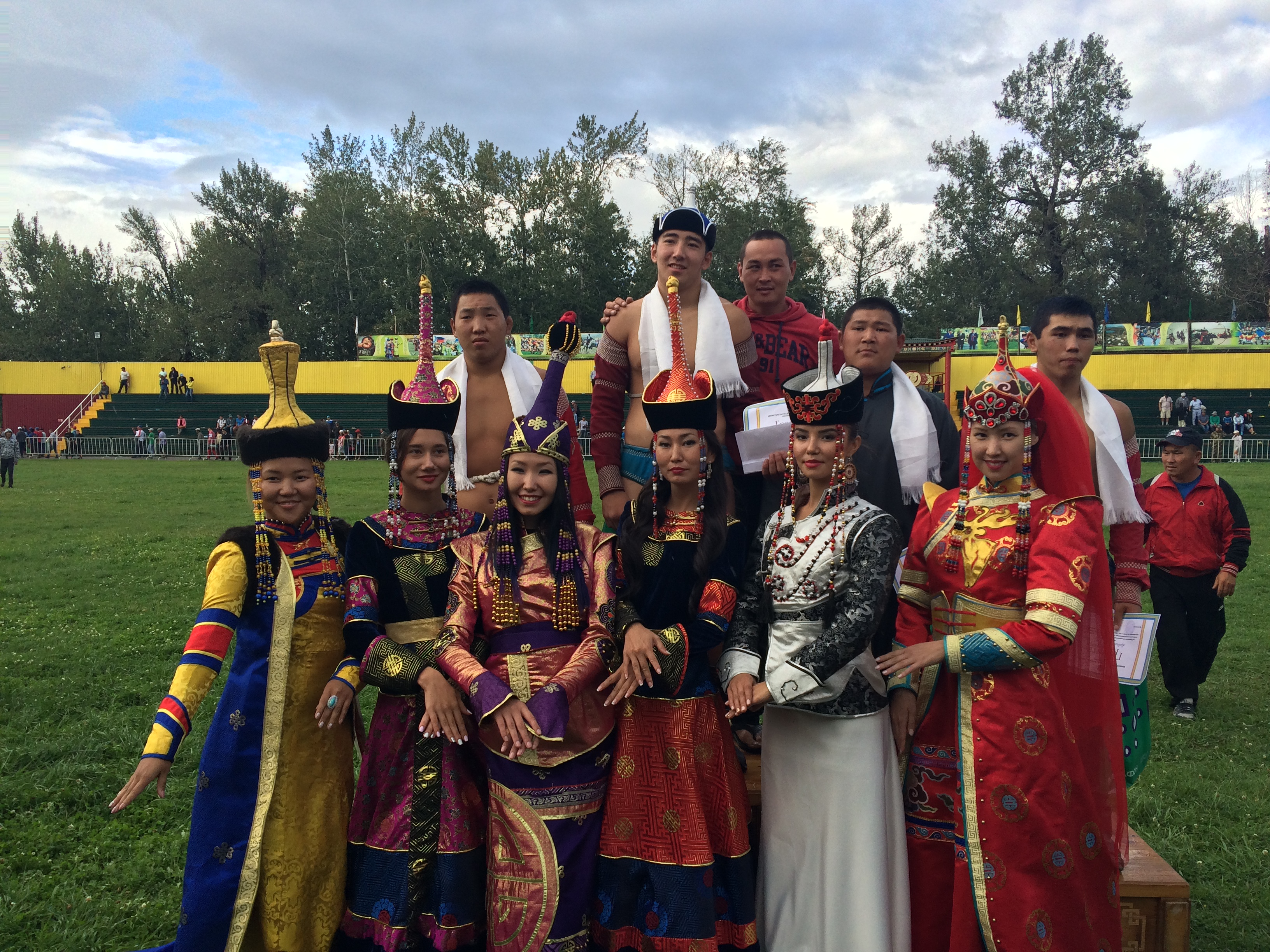
Tuvaiak Oroszországban

A tuvai népviselet testhezálló, mégis könnyedén lehet mozogni benne. Felsőruházata a selyemből készült, köntösszerű ton, amely erős, tartós anyagával alkalmas a nomád, lovas életformára. A tunikát bőr, vagy 5–6 méter hosszú selyemövvel fogták össze, utóbbit speciális módon kötötték meg, hogy kényelmesebbé tegye a lovaglást és csökkentse a sérülések kockázatát. Nagyon hasonló kötés módszerrel szállítják kórházba a gerincsérült betegeket, akiknél nagyon fontos, hogy egyáltalán ne mozduljanak el a pólyában. A népviseletre jellemző az élénk színek használata, a hagyományos ruházatba öltözött lakosok élénk kék, sárga, piros és lila színekben pompáznak, a ruhákat bonyolult, díszes geometrikus mintákkal díszítik. A férfiak az ősmagyar nemez-sapkához hasonló kinézetű fejfedőt, míg a nők különleges, hosszúkás fejdíszt viselnek ünnepi alkalmakon.

### Népzene

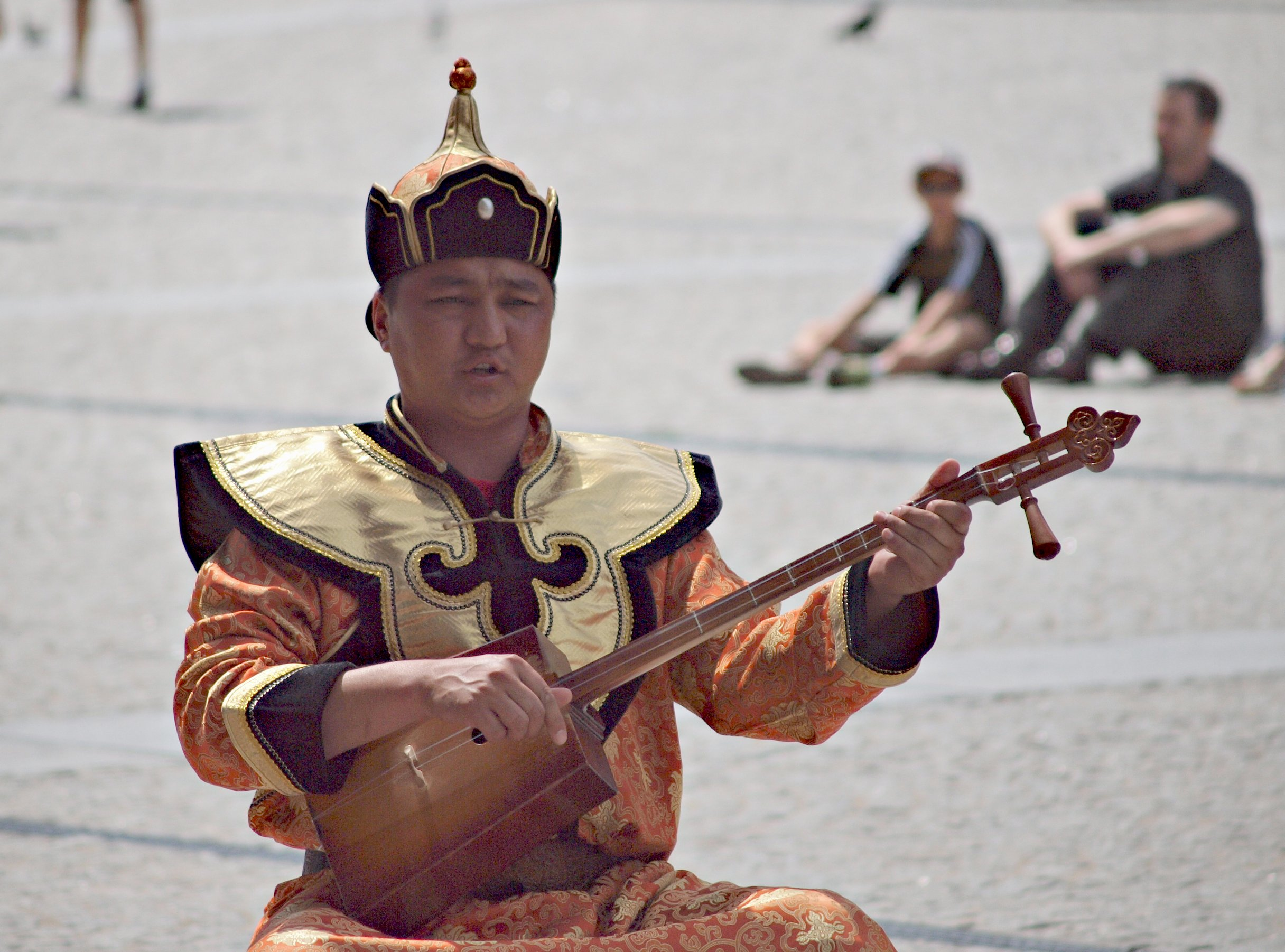
Népviseletbe öltözött tuvai zenész

A tuvai népzene híres különleges torokénekléséről, a khöömeiről. A műfaj másik neve felhangéneklés, mivel a stílus lényege, hogy az előadó énekes úgy manipulálja hangképző szerveit, hogy a különlegesen mély dallam hangjai felhangokkal együtt szólaljanak meg. A torokéneklés népszerű még a szomszédos Mongóliában, ezenkívül Tibetben is megfigyelhető egyfajta két hangon megszólaló kántálási technika. A khöömei segítségével révültek önkívületi transzcendens állapotba a sámánok. A módszer továbbra is nagy népszerűségnek örvend Tuvában, sokan sajátítják el ezt a technikát. Magyarországon a Huun Huur Tu zenekar révén ismerhettük meg a műfajt. A tuvai zene hagyományos hangszerei az amürga (Амырга, amyrga) nevű kürt, a négyhúros, vonóval megszólaltatott büzancsi (Бызанчи, byzaanchy) és a szuur (Цуур, tsuur) elnevezésű helyi furulya, valamint a lófejes hegedű és a sámándob.

## Híres tuvaiak
- Szergej Kuzsugetovics Sojgu az orosz hadsereg tábornoka, volt hadügyminiszter, a FÁK országok védelmi tanácsának jelenlegi elnöke
- Galszan Csinag tuvai származású író, Németországban él és alkot
- Szalcsak Toka író[18]
- Sholban Kara-ool tuvai elnök az Egységes Oroszország színeiben
- Száinho Namcsilak (Сайнхо Намчылак, Sainkho Namtchylak) énekes